# Äthiopische Eierfrucht
Die Äthiopische Eierfrucht (Solanum aethiopicum) ist eine Pflanzenart aus der Gattung der Nachtschatten (Solanum) in der Familie der Nachtschattengewächse (Solanaceae). Ihre Sorten werden als Fruchtgemüse angebaut.

## Beschreibung

### Vegetative Merkmale

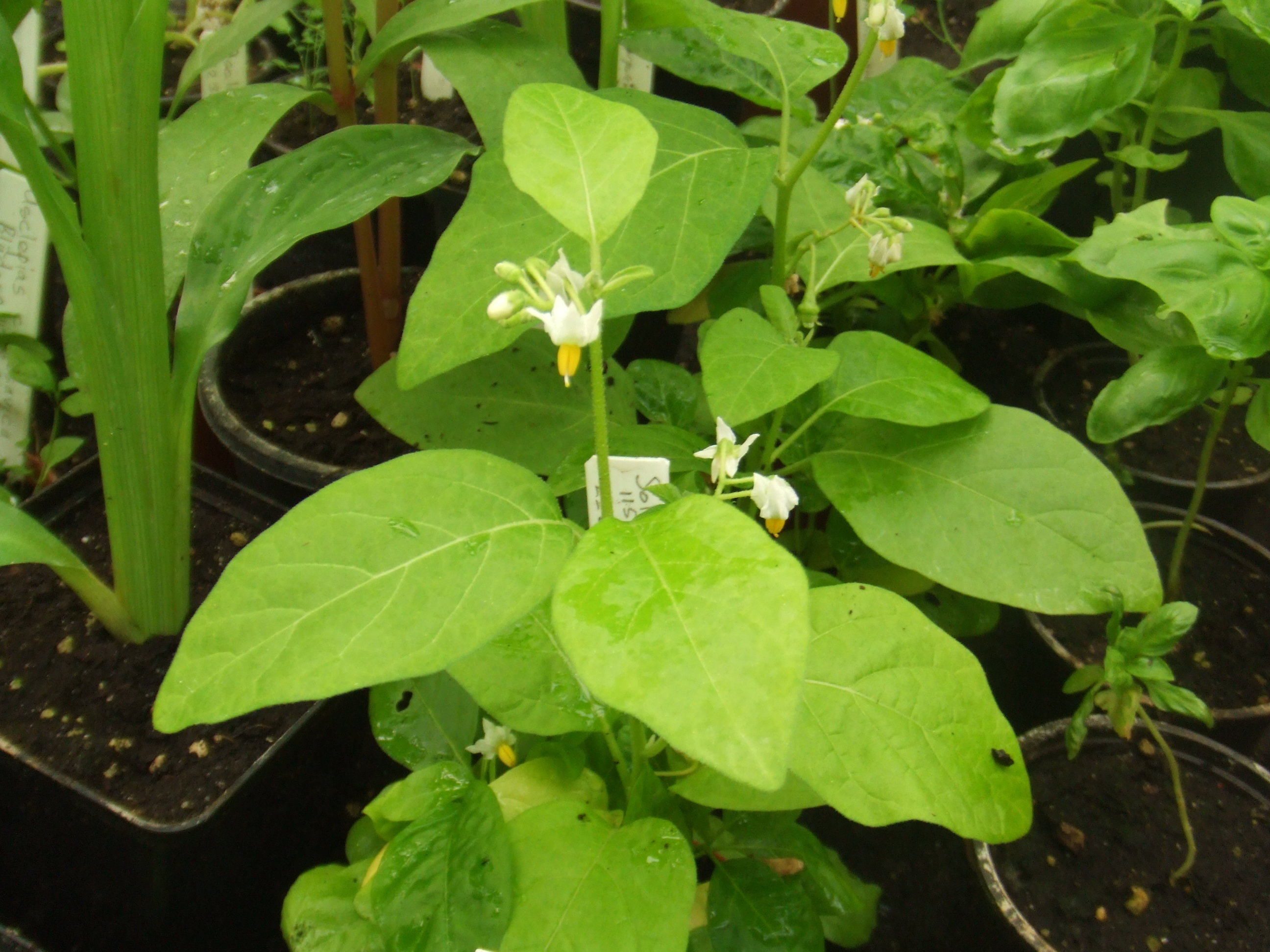
Blühende Pflanze

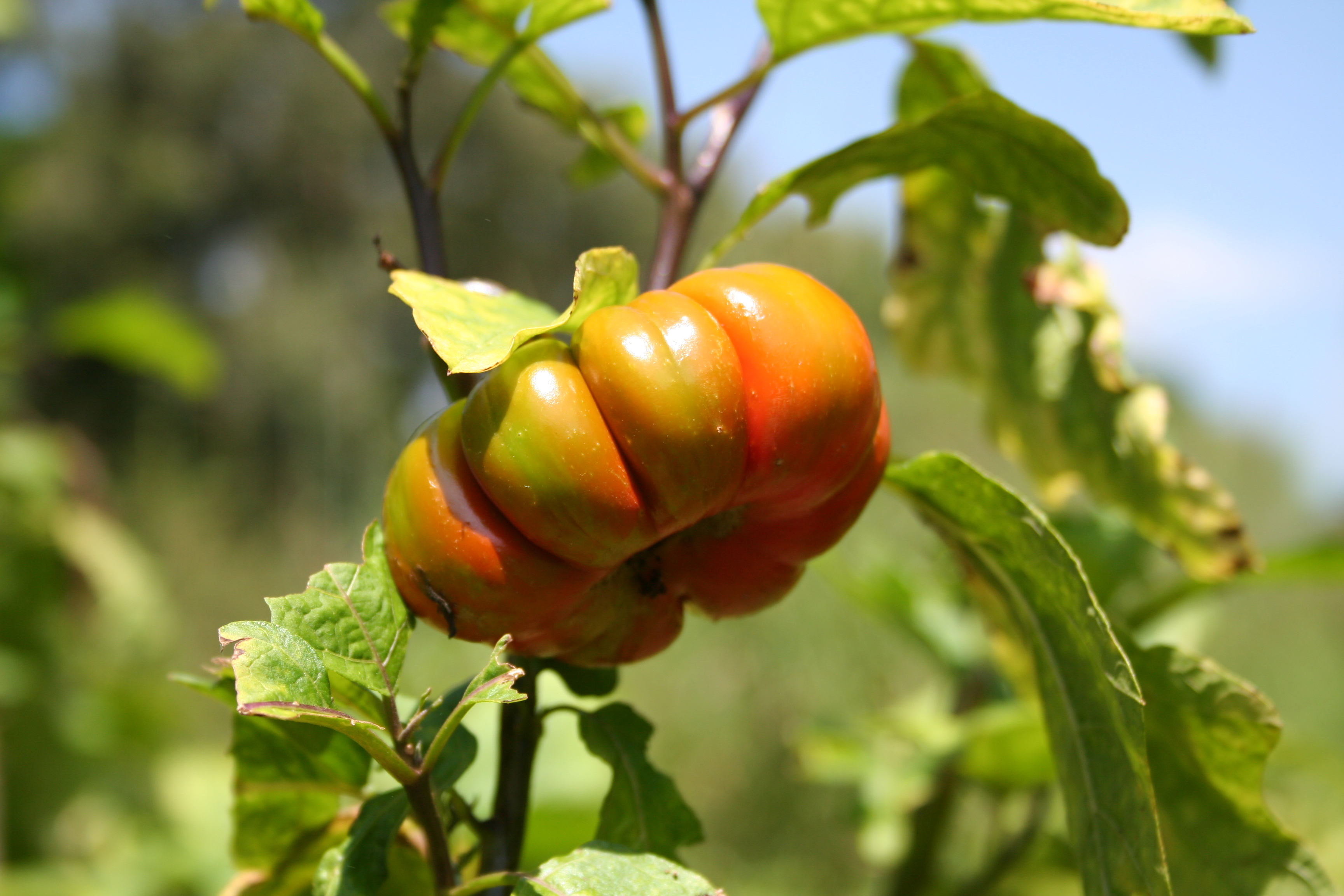
Gerippte Frucht

Die Äthiopische Eierfrucht ist eine einjährige, krautige Pflanze, die Wuchshöhen von bis zu 70 cm erreichen kann. Sie ist mit gestielten oder aufsitzenden, fünf- bis neunstrahligen, sternförmigen Trichomen behaart. Die Stängel sind mit 2 bis 5 mm langen, an der Basis 1 bis 2 mm breiten, geraden oder leicht gebogenen Stacheln besetzt.
Die oberen Laubblätter stehen oft in ungleich geformten Paaren. Der Blattstiel ist 2 bis 7 cm lang. Die Blattspreite ist eiförmig bis langgestreckt-eiförmig und erreicht eine Länge von 10 bis 20 cm sowie eine Breite von 6 bis 14 cm. Die Blattspreite ist unregelmäßig wellig unterteilt, die Spitze kann zugespitzt oder auch stumpf sein. Die Unterseite ist mit einfachen und sternförmigen Trichomen besetzt, entlang der Blattadern ist die Behaarung fein filzig und besteht nur aus sternförmigen Trichomen, oftmals stehen dort auch pfriemförmige Stacheln mit einer Länge von 3 bis 7 mm.

### Blütenstände und Blüten
Durch Konkauleszenz stehen die Blütenstände außerhalb der Blattachseln. Sie sind traubig aufgebaut, bestehen aus nur wenigen Blüten und stehen an einem 1 bis 1,5 cm langen Blütenstandsstiel. Der Blütenstiel ist 5 bis 12 cm lang und mit 0,2 bis 2 mm langen Stacheln besetzt.
Die Blüten sind meist fünfzählig, können an kultivierten Pflanzen auch sechs- bis neunzählig sein. Der Kelch ist glockenförmig, 5 bis 7 mm lang und 3 bis 4 mm breit und mit leicht unregelmäßigen, eiförmigen bis eiförmig-lanzettlichen Zipfeln besetzt. Die Krone ist weiß oder leicht violett gefärbt, sternenförmig oder sternenförmig-radförmig. Sie erreicht einen Durchmesser von 1,5 bis 2,5 cm, der Kronsaum ist etwa 6,5 mm breit.
Die Staubblätter bestehen aus 0,5 bis 1 mm langen unbehaarten Staubfäden sowie lanzettlich-elliptischen, 4 bis 5 mm langen und 0,7 bis 1 mm breiten Staubbeuteln, die an Basis und Spitze ausgebuchtet sind. Der Fruchtknoten ist vier- bis achtkammerig und trägt einen 5,7 bis 7,5 mm langen Griffel.

### Früchte und Samen
Die Früchte sind orange bis rot gefärbte Beeren mit einem Durchmesser von 1,5 bis 3 cm, selten werden sie auch bis zu 5 cm groß. Oftmals sind sie vier- bis sechsmal längs gefurcht. Sie enthalten nierenförmige Samen mit einem Durchmesser von 2 bis 3,5 mm.

### Chromosomenzahl
Die Chromosomenzahl beträgt 2n = 24.

## Nutzung
Die reifen Früchte der Äthiopischen Eierfrucht werden roh oder gegart gegessen, sie gelten auch als Heilmittel gegen Koliken und Blähungen. Auch die Blätter werden als Nahrungsmittel genutzt, vor dem Verzehr werden sie meist gekocht. Untersuchungen konnten nachweisen, dass die Blätter eine leichte krampflösende Wirkung haben.

## Sorten
- 'Small Ruffled Red'
- 'Sweet Red'
- 'Turkish Orange'
- 'Rouge de Turquie' mit orangefarbenen Früchten, die aber schon im unreifen grünen Zustand zubereitet werden können und einen kräftigen Geschmack haben.